# Larson (Dakota del Norte)
Larson es un lugar designado por el censo ubicado en el condado de Burke en el estado estadounidense de Dakota del Norte. En el censo de 2010 tenía una población de 12 habitantes y una densidad poblacional de 11,33 personas por km².

## Geografía
Larson se encuentra ubicado en las coordenadas 48°53′30″N 102°51′45″O / 48.89167, -102.86250. Según la Oficina del Censo de los Estados Unidos, Larson tiene una superficie total de 1.06 km², de la cual 1.06 km² corresponden a tierra firme y (0%) 0 km² es agua.

## Demografía
Según el censo de 2010, había 12 personas residiendo en Larson. La densidad de población era de 11,33 hab./km². De los 12 habitantes, Larson estaba compuesto por el 100% blancos, el 0% eran afroamericanos, el 0% eran amerindios, el 0% eran asiáticos, el 0% eran isleños del Pacífico, el 0% eran de otras razas y el 0% pertenecían a dos o más razas. Del total de la población el 0% eran hispanos o latinos de cualquier raza.